# Blackford County
Blackford County ist ein County im Bundesstaat Indiana der Vereinigten Staaten. Der Verwaltungssitz (County Seat) ist Hartford City.

## Geographie
Das County liegt im mittleren Nordosten von Indiana, ist im Osten etwa 50 km von Ohio entfernt und hat eine Fläche von 428 Quadratkilometern, wovon ein Quadratkilometer Wasserfläche ist. Es grenzt im Uhrzeigersinn an folgende Countys: Wells County, Jay County, Delaware County und Grant County.

## Geschichte
Blackford County wurde am 15. Februar 1838 aus Teilen des Jay County gebildet. Benannt wurde es nach Isaac Blackford, dem Sprecher der ersten Generalversammlung von Indiana.
4 Bauwerke und Stätten des Countys sind im National Register of Historic Places eingetragen (Stand 31. August 2017).

## Demografische Daten

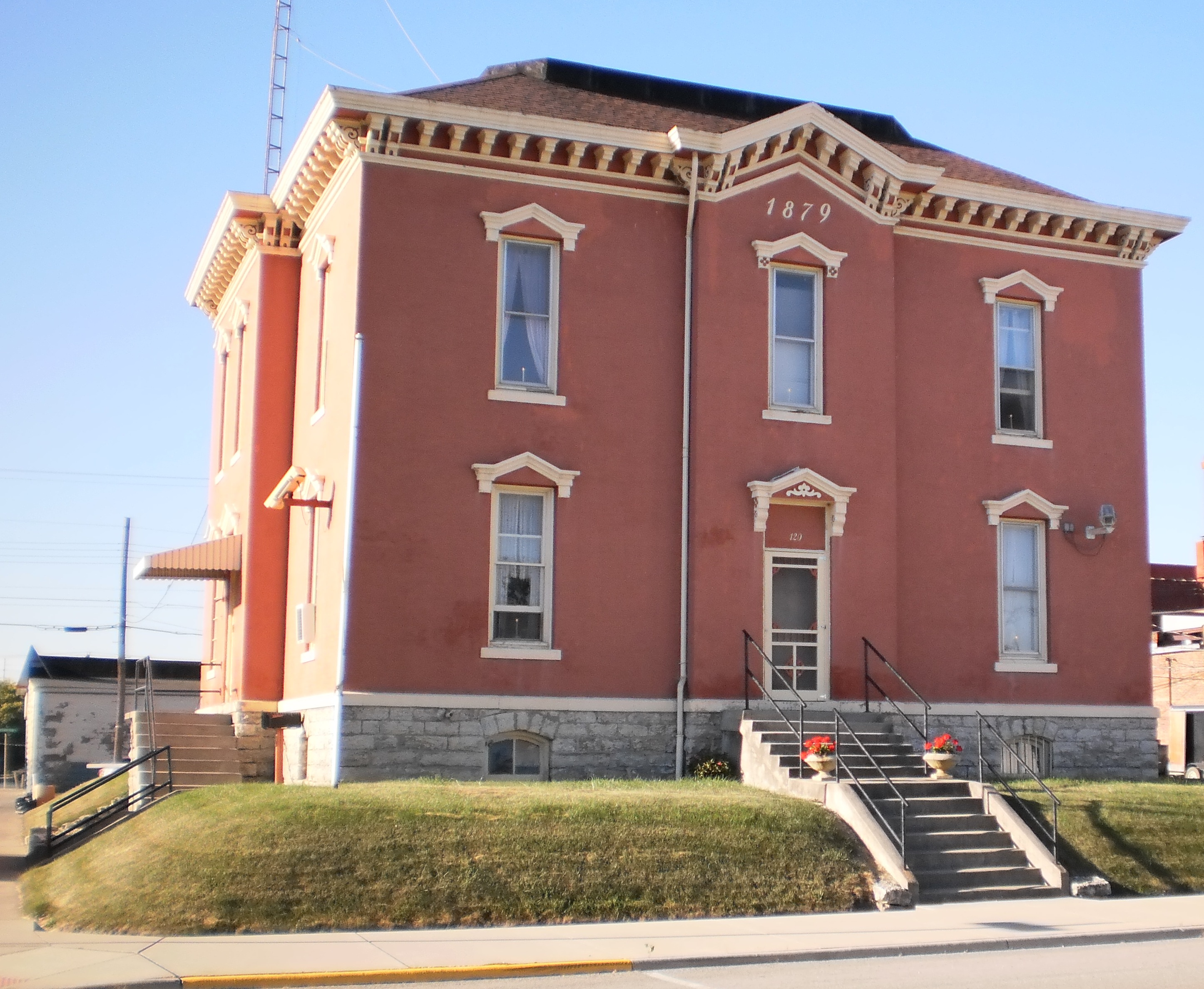
Ehemaliges Bezirksgefängnis, erbaut 1879

Nach der Volkszählung im Jahr 2000 lebten im Blackford County 14.048 Menschen in 5690 Haushalten und 4028 Familien. Die Bevölkerungsdichte betrug 33 Einwohner pro Quadratkilometer. Ethnisch betrachtet setzte sich die Bevölkerung zusammen aus 98,40 Prozent Weißen, 0,12 Prozent Afroamerikanern, 0,32 Prozent amerikanischen Ureinwohnern, 0,16 Prozent Asiaten und 0,17 Prozent aus anderen ethnischen Gruppen; 0,83 Prozent stammten von zwei oder mehr Ethnien ab. 0,59 Prozent der Bevölkerung waren spanischer oder lateinamerikanischer Abstammung.
Von den 5690 Haushalten hatten 30,8 Prozent Kinder unter 18 Jahre, die mit ihnen im Haushalt lebten. 56,8 Prozent waren verheiratete, zusammenlebende Paare, 10,0 Prozent waren allein erziehende Mütter und 29,2 Prozent waren keine Familien. 25,9 Prozent waren Singlehaushalte und in 12,0 Prozent lebten Menschen mit 65 Jahren oder darüber. Die Durchschnittshaushaltsgröße betrug 2,44 und die durchschnittliche Familiengröße lag bei 2,91 Personen.
24,7 Prozent der Bevölkerung waren unter 18 Jahre alt, 7,5 Prozent zwischen 18 und 24, 27,5 Prozent zwischen 25 und 44 Jahre. 24,9 Prozent zwischen 45 und 64 und 15,4 Prozent waren 65 Jahre alt oder älter. Das Durchschnittsalter betrug 38 Jahre. Auf 100 weibliche Personen kamen 96,7 männliche Personen. Auf 100 Frauen im Alter von 18 Jahren und darüber kamen 92,8 Männer.
Das jährliche Durchschnittseinkommen eines Haushalts betrug 34.760 USD, das Durchschnittseinkommen der Familien 41.758 USD. Männer hatten ein Durchschnittseinkommen von 30.172 USD, Frauen 21.386 USD. Das Prokopfeinkommen betrug 16.543 USD. 6,0 Prozent der Familien und 8,7 Prozent der Bevölkerung lebten unterhalb der Armutsgrenze.

## Orte im County
- Converse
- Dunkirk
- Hartford City
- Hoover Park
- Matamoras
- Millgrove
- Montpelier
- Renner
- Ridertown
- Roll
- Shamrock Lakes
- Trenton

Townships
- Harrison Township
- Jackson Township
- Licking Township
- Washington Township